# Carin Malmlöf-Forssling
Carin Malmlöf-Forssling, född 6 mars 1916 i Gävle, död 11 september 2005 i Falun, var en svensk tonsättare och pianist.

## Biografi
Malmlöf-Forssling studerade kontrapunkt och komposition för Melcher Melchers vid Kungliga Musikhögskolan i Stockholm och avlade musiklärarexamen 1942. Hon bedrev vidare pianostudier för Gottfrid Boon och kompositionsstudier för Nadia Boulanger i Paris.
Från 1952 var hon verksam i Falun som pianolärare vid gymnasieskolan. Hon invaldes 1970 i Föreningen Svenska Tonsättare (FST) och var under många år dess enda kvinnliga medlem. Föreningen hade inte haft någon kvinnlig medlem sedan Sara Wennerberg-Reuters bortgång 1959 (Kerstin Jeppsson kom att väljas in 1977). Hon tilldelades 1987 Musikaliska Akademiens medalj för tonkonstens främjande och hon har även erhållit Falu kommuns kulturpris, arbetsstipendier från Musikaliska akademien och Konstnärsnämäåden i Stockholm samt stipendium från FST. Hon valdes till "Årets tonsättare" inom ramen för festivalen  Musik vid Siljan 1987. Med sina kompositioner har hon varit representerad vid Svensk Musikvår 1976, 1982 och 1987 samt vid Nordiska Musikdagar i Reykjavik 1976.
År 2002 instiftade hon Carin Malmlöf-Forsslings Stiftelse till fromma för det svenska konstmusiklivet, som sedan 2007 utdelar Carin Malmlöf-Forsslings pris till svenska tonsättare och musikpersoner.

## Priser och utmärkelser
- 1987 – Medaljen för tonkonstens främjande
- 1988 – Atterbergpriset

## Verk
- Bön (”Fader, du vars hjärta gömmer”) för röst och piano till text av Emil Liedgren (1937)
- Ceremonial Prelude för orgel (1937)
- Sjung mig sånger, två visor för damkör till text av Sigfrid Siwertz och Erik Blomberg (1937)
- Humoristisk miniatyr för piano (1941)
- De nakna trädens sånger för sopran och piano till text av Sigfrid Siwertz (1943)
- Fåglar, fem sånger för sopran och piano till text av Bengt Anderberg och Herbert Sandberg (1956–61)
- En liten vattenfågel, visa för röst och piano till text av Rune Lindström (1960)
- Fruktplockning XXIV för blandad kör till text av Rabindranath Tagore (1964)
- Sonata svickel för soloflöjt (1964)
- Litania, tre sånger för röst och piano till text av Werner Aspenström (1966)
- Holmen för manskör, flöjt och fagott till text av Harry Martinson (1968)
- Lalendo för solocello (1970)
- Biblia Dalecarlica, musik till 32 dalmålningar för recitation, sopran, tenor, blandad kör och klarinett (1972)
- Love Dawn för solocello (1972)
- Daggkåpebyn, elva små tonsättningar för soloröst och klarinett till text av Brita Björs (1973)
- Nära förtorkan för blandad kör a cappella till text av Lars Englund (1973)
- Release för stråkorkester (1973–93)
- Ecce jubile för manskör, tenor och tape (1975)
- Hodierna för blandad kör a cappella till text av Bertil Malmberg (1975)
- Sex sånger om ljus och mörker för sopran och piano till text av Harry Martinson (1975)
- Postludium (eller postväsen) för talkör, två soloröster och dirigent (1976/1994)
- Revival för stråkorkester (1976)
- Tre upplevelser för röst och flöjt(1976)
- Två dalecarlia-visor för soloflöjt (1976)
- En värld i världen, elektroakustisk musik (1978)
- Nattliga ackord/Lyrisk svit elektroakustisk musik till text av Matts Rying (1979)
- Viewpoints, Two Pieces for Grand Piano (1979)
- Vollmond, tre japanska haiku-dikter för sopran och piano i översättning av G Coudenhove (1979)
- Orizzonte för solohorn (1981)
- Die gefangene Nachtigall, fem japanska haiku-dikter för sopran och flöjt (1982)
- Tre bevingade ord för blandad kör, text Latinska sentenser (1984)
- Flowings för orkester (1984–85)
- Tre latinska sentenser för sopran, flöjt, horn och piano, text citat på latin (1986)
- Aum för sopransolo (1987)
- Silverkvartetten: Stråkkvartett nr 1 (1988)
- Shanti, Shanti för sopran och orkester (1990)
- Ahimsa för 8-stämmig blandad kör a cappella (1992)
- Albero för blandad kör a cappella (1994)
- In memoriam för sopransolo, textlös (1999)